# Danau Rambai
Danau Rambai is een bestuurslaag in het regentschap Indragiri Hulu van de provincie Riau, Indonesië. Danau Rambai telt 4034 inwoners (volkstelling 2010).